# Médaille commémorative des services volontaires dans la France libre

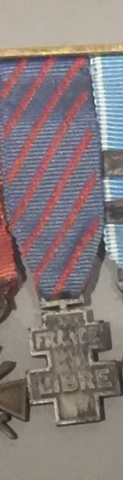
La miniature de la médaille commémorative des services volontaires dans la France libre

La médaille commémorative des services volontaires dans la France libre est une décoration militaire française.

## Historique
Le décret relatif à cette médaille est en date du 4 avril 1946. Par décret du 31 décembre 1957, il fut décidé que les derniers dossiers concernant la demande de cette médaille seraient clos six mois après  la parution de ce décret, soit au 7 juillet 1958. 
Elle fut proposée par le général de Larminat afin de commémorer les services rendus par les militaires et les civils, français et étrangers, qui ont contracté un engagement dans les Forces françaises libres (FFL) avant le 1er août 1943.
C'était la récompense « des humbles, des petits qui ont obscurément servi et soutenu la flamme intérieure de la Résistance française ».
Elle est décernée à toutes les personnes reconnues comme « Français libre » pour avoir souscrit un engagement dans les FFL entre le 18 juin 1940 et le 1er août 1943, ou pour avoir servi dans des territoires ayant rallié la cause des FFL.
A la forclusion des dernières demandes de cette décoration, soit  le 7 juillet 1958, 13 469   personnes physiques avaient été rendus titulaires de cette médaille .  

## Insigne
La médaille est en métal argenté, en forme de croix de Lorraine. À l'avers, on peut y voir la mention « FRANCE LIBRE » tandis qu'au revers, on trouve les dates du 18 juin 1940 et du 8 mai 1945. Le ruban - à l'anglaise - de cette décoration est « bleu de France » coupé de rayures obliques rouges.
C'est une des trois seules décorations françaises - avec l'insigne original de compagnon de la Libération et la médaille de la sécurité intérieure - à avoir un ruban à rayures obliques.

### Source
- Les Décorations françaises  (préf. Jean-Philippe Douin), Paris, Trésor du Patrimoine, 2003, 95 p. (ISBN 2-911468-99-6, OCLC 56111972)